# Ramona Nerra
Ramona Nerra  (n. 9 iunie 1979, Craiova) este o cântăreață română stabilită în Germania.

## Viața
Ramona Nerra s-a nascut în data de 9 iunie 1979 în Craiova, România. Începând cu vârsta de 9 ani, Nerra și-a descoperit pasiunea pentru muzică frecventând "Clubul copiilor" din orașul natal. Din 1997 până în 2001, Nerra a studiat la Universitatea de Teatru și Film din București.

## Cariera
În 2000, Nerra alături de Nicoleta Luciu a fondat trupa ALIZE. După doi ani, acest proiect s-a destrămat.
Ajunsă în Germania, în anul 2002, Nerra a ajuns foarte repede una dintre cele mai respectate voci. Câțiva ani mai tarziu s-a alăturat trupei "Fresh Music Live" din Düsseldorf. Împreuna cu aceasta trupă, Nerra a colindat Europa, cântând alături de artiști precum, Nicole Scherzinger, Tiesto, Mousse T., Kelly Rowland etc.
În 2011, aceasta s-a făcut remarcată, când s-a numărat printre finaliștii primului sezon al emisiunii concurs The Voice of Germany. Ascensiunea sa în concurs nu a rămas neobservată, aceasta fiind manageriată de o echipă americană. Alături de producătorul muzical ATB, Nerra a lansat două single-uri, “Never Give Up” și “In And Out of Love”.
În 2016, Nerra s-a înscris în selecția națională pentru Concursul Muzical Eurovision 2016 din Elveția, cu piesa „My Heart Is Still Winning“. Versurile piesei sunt semnate de artistă, în timp ce muzica a fost compusă de Mihai Alexandru.
În 2016, Nerra s-a întors în România, unde a participat la audițiile pe nevăzute din cadrul emisiunii-concurs Vocea României, intrând în echipa lui Smiley.

## Piese
- In And Out Of Love (feat ATB & Rudee) - 2012
- Never Give Up (feat ATB) - 2012
- My Heart Is Still Winning - 2016
- Save Me - 2017